# Cingalia dubia
Cingalia dubia är en insektsart som först beskrevs av Walker, F. 1870.  Cingalia dubia ingår i släktet Cingalia och familjen gräshoppor. Inga underarter finns listade i Catalogue of Life.